# St. Franziskus Gymnasium und Realschule
Das St. Franziskus Gymnasium und Realschule ist eine private Mädchenschule in Kaiserslautern, Rheinland-Pfalz, die sich nach einer schulartübergreifenden Orientierungsstufe in eine Realschule, die mit einem qualifizierten Sekundarschulabschluss I abschließt, und ein Gymnasium, das mit der Allgemeinen Hochschulreife abschließt, aufteilt.

## Geschichte
Im August 1907 übernahmen die Dillinger Franziskanerinnen das Mädcheninstitut der Geschwister Lina und Frieda Jakob in der Bruchstraße in Kaiserslautern. Dieses stand von Beginn an allen Religionen offen. 1929 zog die Schule in einen Neubau in der Fackelwoogstraße um. Nachdem 1937 die Schließung der Schule von den NS-Behörden veranlasst wurde und daraufhin die verschiedenen Schultypen stufenweise abgebaut wurden, musste 1940 das gesamte Anwesen an die Stadt abgetreten werden. Nachdem das Institutsgebäude im September 1944 bei einem Bombenangriff getroffen wurde, wurde 1945 nach einer Instandsetzung die Leitung von der Militärregierung wieder an die Schwestern übergeben und der Unterricht aufgenommen. In den folgenden Jahrzehnten wurde das Gebäude mehrfach erweitert. 1982 wurde das Franziskanerinnenkolleg in „St. Franziskus Gymnasium und Realschule“ umbenannt. Zum 1. August 2020 hat das Bistum Speyer die Schule von den Dillinger Franziskanerinnen übernommen.

## Profil
Die christlich geprägte Schule setzt im Schulalltag religiöse Akzente. Sie bietet Englisch und Französisch als erste Fremdsprache an und bereitet auf Bilingual– und DELF-Zertifikate vor.
Die Schule ist als „Netzwerkschule der RPTU“ im Verbund mit der Rheinland-Pfälzischen Technischen Universität (RPTU) und kooperiert im Bereich der MINT-Fächer.

## Ehemalige
- Susanne Wimmer-Leonhardt (* 1966), Juristin und Politikerin der SPD
- Erna de Vries (1923–2021), deutsche Holocaust-Überlebende